# Ononis atlantica
Ononis atlantica är en ärtväxtart som beskrevs av John Ball. Ononis atlantica ingår i släktet puktörnen, och familjen ärtväxter. Inga underarter finns listade i Catalogue of Life.